# Liste der Kulturgüter in Küssnacht
Die Liste der Kulturgüter in Küssnacht enthält alle Objekte in der Gemeinde Küssnacht im Kanton Schwyz, die gemäss der Haager Konvention zum Schutz von Kulturgut bei bewaffneten Konflikten, dem Bundesgesetz vom 20. Juni 2014 über den Schutz der Kulturgüter bei bewaffneten Konflikten sowie der Verordnung vom 29. Oktober 2014 über den Schutz der Kulturgüter bei bewaffneten Konflikten unter Schutz stehen.
Objekte der Kategorien A und B sind vollständig in der Liste enthalten, Objekte der Kategorie C fehlen zurzeit (Stand: 1. Januar 2023). Unter übrige Baudenkmäler sind zusätzliche Objekte zu finden, die gemäss Angaben des kantonalen Denkmalschutzes als geschützte Denkmäler eingestuft wurden und nicht bereits in der Liste der Kulturgüter enthalten sind.

## Kulturgüter
| Foto |                                                                        | Objekt                                                 | Kat. | Typ | Standort                                           | Beschreibung |
| ---- | ---------------------------------------------------------------------- | ------------------------------------------------------ | ---- | --- | -------------------------------------------------- | --- |
| ja   | Datei hochladen · Wikidata zu Gesslerburg (Q5553647)                   | Gesslerburg, mittelalterliche Burgruine KGS-Nr.: 04813 | A    | F   | Seebodenstrasse 676700 / 215049                    | |
| ja   | Datei hochladen · Wikidata zu Hohle Gasse mit Tellskapelle (Q18019665) | Hohle Gasse mit Tellskapelle KGS-Nr.: 04815            | A    | G   | Immensee, Hohle Gasse 2 677027 / 216230            | |
| BW   | Datei hochladen                                                        | Streiff-Sebi-Haus KGS-Nr.: 16816                       | B    | G   | Rigigasse 21 676273 / 215018                       | |
| BW   | Datei hochladen · Wikidata zu Haus (Q29881659)                         | Haus Breitfeld KGS-Nr.: 04816                          | B    | G   | Rotenhofstrasse 2 675880 / 213539                  | |
| BW   | Datei hochladen · Wikidata zu Kapelle St. Martin im Tal (Q29881684)    | Kapelle St. Martin im Tal KGS-Nr.: 04820               | B    | G   | Aahusweg 37 676396 / 217036                        | |
| ja   | Datei hochladen · Wikidata zu Rathaus I (Q29881695)                    | Rathaus I KGS-Nr.: 04822                               | B    | G   | Seeplatz 3 676050 / 214807                         | |
| BW   | Datei hochladen · Wikidata zu Haus (Q29881648)                         | Haus KGS-Nr.: 09752                                    | B    | G   | Rotenhof 3 676126 / 213099                         | |
| ja   | Datei hochladen · Wikidata zu Haus zur Taube (Q29881649)               | Haus zur Taube KGS-Nr.: 10189                          | B    | G   | Unterdorf 8 676086 / 214927                        | Das Haus wurde 1717 zunächst als Brauerei errichtet. Später entstand daraus das Hotel «zur Taube». Berühmte Reisende wie König Viktor Emanuel II. stiegen in diesem Haus ab. Hinterlassenschaften wie eine silberne Tabakdose zeugen noch davon. Das Haus wurde 1868 von Franz Holzgang-Bosshard gekauft. Er richtete eine Kolonialwarenhandlung ein und erweiterte das Geschäft um eine Brennerei. Später entwickelte sich die Firma unter Hans Holzgang-Mächler und Hans Holzgang-Gschwend zu einer Apotheke und einem pharmazeutischen Laboratorium. Das Haus dient heute noch der Familie als Stammhaus und Geschäftshaus. |
| ja   | Datei hochladen · Wikidata zu Hotel Engel (Q29881679)                  | Hotel Engel KGS-Nr.: 10192                             | B    | G   | Hauptplatz 1 676112 / 214961                       | |
| ja   | Datei hochladen · Wikidata zu Pfarrhaus (Q29881689)                    | Pfarrhaus KGS-Nr.: 10193                               | B    | G   | Pfarrhausplatz 1 676096 / 214857                   | |
| ja   | Datei hochladen · Wikidata zu Rathaus II (Q29881697)                   | Rathaus II KGS-Nr.: 10194                              | B    | G   | Seeplatz 2 676080 / 214799                         | |
| BW   | Datei hochladen · Wikidata zu Schwyzer Bauernhaus (Q29881652)          | Schwyzer Bauernhaus KGS-Nr.: 12855                     | B    | G   | Hinter-Tannbüel 4 674929 / 216790                  | |
| BW   | Datei hochladen · Wikidata zu Haus (Ende 14. Jh.) (Q29881647)          | Haus KGS-Nr.: 12856                                    | B    | G   | Haltikon 14 674380 / 215990                        | |
| BW   | Datei hochladen · Wikidata zu Haus (18. Jh.) (Q29881655)               | Haus KGS-Nr.: 12857                                    | B    | G   | Haltikon 3 674393 / 215911                         | |
| BW   | Datei hochladen · Wikidata zu Ehemaliges Kaplanenhaus (Q29881658)      | Ehemaliges Kaplanenhaus KGS-Nr.: 12858                 | B    | G   | Merlischachen, Luzernerstrasse 196 673662 / 213241 | |
| BW   | Datei hochladen · Wikidata zu Haus Grossmatt (Q29881663)               | Haus Grossmatt KGS-Nr.: 12859                          | B    | G   | Merlischachen, Luzernerstrasse 188 673758 / 213326 | |
| ja   | Datei hochladen · Wikidata zu Haus Husmatt (Q29881664)                 | Haus Husmatt KGS-Nr.: 12860                            | B    | G   | Merlischachen, Luzernerstrasse 206 673605 / 213165 | |
| BW   | Datei hochladen · Wikidata zu Haus Räber (Q29881670)                   | Haus Räber KGS-Nr.: 12861                              | B    | G   | Merlischachen, Luzernerstrasse 195 673713 / 213242 | |
| BW   | Datei hochladen · Wikidata zu Haus Seehof (Q29881672)                  | Haus Seehof KGS-Nr.: 12862                             | B    | G   | Seeplatz 6 675980 / 214849                         | |
| BW   | Datei hochladen · Wikidata zu Haus zur Sonne (Q29881674)               | Haus zur Sonne KGS-Nr.: 12863                          | B    | G   | Hauptplatz 8 676171 / 214969                       | |
| BW   | Datei hochladen · Wikidata zu Haus Merlischachen (Q29881667)           | Haus Merlischachen KGS-Nr.: 12864                      | B    | G   | Merlischachen, Luzernerstrasse 194 673688 / 213265 | |
| BW   | Datei hochladen · Wikidata zu Hotel Hirschen (Q29881681)               | Hotel Hirschen KGS-Nr.: 12865                          | B    | G   | Unterdorf 9 676100 / 214900                        | |
| BW   | Datei hochladen · Wikidata zu Kapelle St. Katharina (Q29881682)        | Kapelle St. Katharina KGS-Nr.: 12866                   | B    | G   | Haltikon 12 674373 / 215949                        | |
| BW   | Datei hochladen · Wikidata zu Kappelmatt (Q29881686)                   | Kappelmatt KGS-Nr.: 12867                              | B    | G   | Merlischachen, Luzernerstrasse 192 673712 / 213290 | |
| BW   | Datei hochladen · Wikidata zu Nühus (Q29881687)                        | Nühus KGS-Nr.: 12868                                   | B    | G   | Talstrasse 41 675853 / 216774                      | |
| ja   | Datei hochladen · Wikidata zu Pfarrkirche St. Sebastian (Q29881693)    | Pfarrkirche St. Sebastian KGS-Nr.: 12869               | B    | G   | Immensee, Eichlistrasse 11.1 677671 / 216575       | |
| ja   | Datei hochladen · Wikidata zu Swiss Chalet (Q29881699)                 | Swiss Chalet KGS-Nr.: 12870                            | B    | G   | Merlischachen, Luzernerstrasse 204 673616 / 213180 | |
| BW   | Datei hochladen · Wikidata zu Alte Post (Q123036715)                   | Alte Post KGS-Nr.: 16811                               | B    | G   | Bahnhofstrasse 17 675965 / 215041                  | |

## Übrige Baudenkmäler
| ID     | Foto |                                                                          | Objekt                         | Typ | Standort                                           | Beschreibung |
| ------ | ---- | ------------------------------------------------------------------------ | ------------------------------ | --- | -------------------------------------------------- | ------------ |
| 27.001 | ja   | Datei hochladen                                                          | Kapelle Merlischachen          | G   | Merlischachen, Husmattweg 4a 673637 / 213253       |              |
| 27.003 | BW   | Datei hochladen                                                          | Kapelle St. Lorenz             | G   | Immensee, Obereichliweg 23.1 677592 / 216129       |              |
| 27.004 | ja   | Datei hochladen · Wikidata zu Astrid-Kapelle (Q750494)                   | Astrid-Kapelle                 | G   | Luzernerstrasse 71 675330 / 214679                 |              |
| 27.006 | BW   | Datei hochladen                                                          | Kapelle Rotkreuz               | G   | Talstrasse 675920 / 216144                         |              |
| 27.008 | BW   | Datei hochladen                                                          | Wegkapelle Moosrüti            | G   | Haltikon 675173 / 215562                           |              |
| 27.012 | BW   | Datei hochladen                                                          | Haus                           | G   | Sigisrütiweg 1 676759 / 215135                     |              |
| 27.016 | ja   | Datei hochladen                                                          | Astrid Hall                    | G   | Merlischachen, Luzernerstrasse 202 673626 / 213193 |              |
| 27.022 | BW   | Datei hochladen                                                          | Haus                           | G   | Immensee, Dorfplatz 7 677783 / 216709              |              |
| 27.023 | BW   | Datei hochladen                                                          | Haus                           | G   | Immensee, Dorfplatz 3 677786 / 216657              |              |
| 27.024 | BW   | Datei hochladen                                                          | Haus                           | G   | Immensee, Staldenstrasse 20 678009 / 216044        |              |
| 27.027 | BW   | Datei hochladen                                                          | Haus Chlibreitfeld             | G   | Grepperstrasse 79 675902 / 213798                  |              |
| 27.028 | BW   | Datei hochladen                                                          | Haus                           | G   | Rischberg 4 677666 / 214983                        |              |
| 27.029 | BW   | Datei hochladen                                                          | Chappelmatt                    | G   | Haltikon 18 674340 / 215985                        |              |
| 27.031 | BW   | Datei hochladen                                                          | Haus                           | G   | Haltikon 2 674431 / 215954                         |              |
| 27.032 | BW   | Datei hochladen                                                          | Haus Tannbüel                  | G   | Haltikon 674659 / 216472                           |              |
| 27.033 | BW   | Datei hochladen                                                          | Haus Zelgerhöfli               | G   | Haltikon 16 674336 / 216027                        |              |
| 27.035 | BW   | Datei hochladen                                                          | Haus                           | G   | Chliarni 2 675543 / 216305                         |              |
| 27.036 | ja   | Datei hochladen · Wikidata zu Pfarrkirche St. Peter und Paul (Q29436000) | Pfarrkirche St. Peter und Paul | G   | Seeplatz 1 676053 / 214850                         |              |
| 27.040 | BW   | Datei hochladen                                                          | Heimatmuseum                   | G   | Unterdorfstrasse 15 676080 / 214889                |              |
| 27.041 | BW   | Datei hochladen                                                          | Haus                           | G   | Pfarrhausplatz 3 676125 / 214890                   |              |
| 27.043 | BW   | Datei hochladen                                                          | Gasthaus Rössli                | G   | Unterdorfstrasse 5 676120 / 214920                 |              |
| 27.044 | BW   | Datei hochladen · Wikidata zu Hotel Adler (Q29881677)                    | Hotel Adler                    | G   | Hauptplatz 9 676148 / 214953                       |              |
| 27.046 | BW   | Datei hochladen                                                          | Haus                           | G   | Seeplatz 7 675993 / 214864                         |              |
| 27.047 | BW   | Datei hochladen                                                          | Gasthaus Krone                 | G   | Unterdorfstrasse 16 676055 / 214897                |              |
| 27.050 | BW   | Datei hochladen                                                          | Hotel Raben                    | G   | Bahnhofstrasse 3 676076 / 214999                   |              |
| 27.051 | BW   | Datei hochladen                                                          | Gasthaus Hürtel                | G   | Hürtelstrasse 13 676029 / 214964                   |              |
| 27.053 | BW   | Datei hochladen                                                          | Haus                           | G   | Grepperstrasse 1 676172 / 214948                   |              |
| 27.054 | BW   | Datei hochladen                                                          | Haus                           | G   | Grepperstrasse 9 676161 / 214883                   |              |
| 27.055 | BW   | Datei hochladen                                                          | Schulhaus Dorfhalde            | G   | Dorfhaldeweg 6 676207 / 214829                     |              |
| 27.056 | BW   | Datei hochladen                                                          | Haus                           | G   | Oberseemattweg 2 675996 / 214405                   |              |
| 27.057 | BW   | Datei hochladen                                                          | Haus                           | G   | Hauptplatz 6 676137 / 214996                       |              |
| 27.058 | BW   | Datei hochladen                                                          | Haus                           | G   | Hauptplatz 5 676120 / 215000                       |              |
| 27.060 | BW   | Datei hochladen                                                          | Haus                           | G   | Oberdorf 15 676160 / 215067                        |              |
| 27.061 | BW   | Datei hochladen                                                          | Haus                           | G   | Rosengarten 15 676205 / 215041                     |              |
| 27.062 | BW   | Datei hochladen                                                          | Haus                           | G   | Oberdorfstrasse 44 676285 / 215251                 |              |
| 27.063 | BW   | Datei hochladen                                                          | Haus Litzi                     | G   | Luzernerstrasse 24 675595 / 215119                 |              |
| 27.064 | BW   | Datei hochladen                                                          | Haus                           | G   | Luzernerstrasse 28 675543 / 215063                 |              |
| 27.065 | BW   | Datei hochladen                                                          | Haus                           | G   | Bahnhofstrasse 67 675687 / 215357                  |              |
| 27.066 | BW   | Datei hochladen                                                          | Haus                           | G   | Haltikerstrasse 8 675550 / 215343                  |              |
| 27.069 | BW   | Datei hochladen                                                          | Genossenschaftshaus            | G   | Sigisrütiweg 7 676815 / 215087                     |              |
| 27.071 | ja   | Datei hochladen                                                          | Gymnasium Immensee, Z-Bau      | G   | Bethlehemweg 12 677142 / 216274                    |              |
| 27.072 | BW   | Datei hochladen                                                          | Kapelle Helgenstöckli          | G   | Immensee 677324 / 216278                           |              |
| 27.073 | BW   | Datei hochladen                                                          | Haus                           | G   | Seeplatz 4 676063 / 214787                         |              |

Legende: Siehe Legende der Liste der Kulturgüter von nationaler und regionaler Bedeutung. Anstelle der KGS-Nummer wird als Objekt-Identifikator (ID) die Nummer im Kantonalen Schutzinventar (KSI) verwendet.